# Chiu Ching-Yu Sergio
Chiu Ching-Yu Sergio (chinesisch 趙正宇; * 7. März 2006) ist ein Hongkonger Fußballspieler.

## Karriere

### Verein
Chiu Ching-Yu Sergio erlernte das Fußballspielen in den Jugendmannschaften der Chelsea FC Soccer School, South China AA und dem Hong Kong Rangers FC. Bei den Rangers unterschrieb er am 1. Februar 2023 seinen ersten Vertrag. Der Verein spielte in der ersten Liga, der Hong Kong Premier League. In der Saison 2023/24 bestritt er 13 Erstligaspiele für die Rangers. Am 15. Mai 2024 stand er mit den Rangers im Endspiel des Sapling Cup. Das Finale gegen den Kitchee SC gewann man durch ein Tor von Nassam Ibrahim mit 1:0. Im August 2024 wechselte er auf Leihbasis zum thailändischen Drittligisten BFB Pattaya City. Mit dem Verein aus dem Seebad Pattaya spielte er fünfmal in der Eastern Region der Liga. Nach der Ausleihe kehrte er im Januar 2025 zu den Rangers zurück.

### Nationalmannschaft
Chiu Ching-Yu Sergio spielte 2024 zweimal in der U20-Nationalmannschaft.

## Erfolge
Hong Kong Rangers FC
- Sapling Cup: 2023/24